# Гамергати

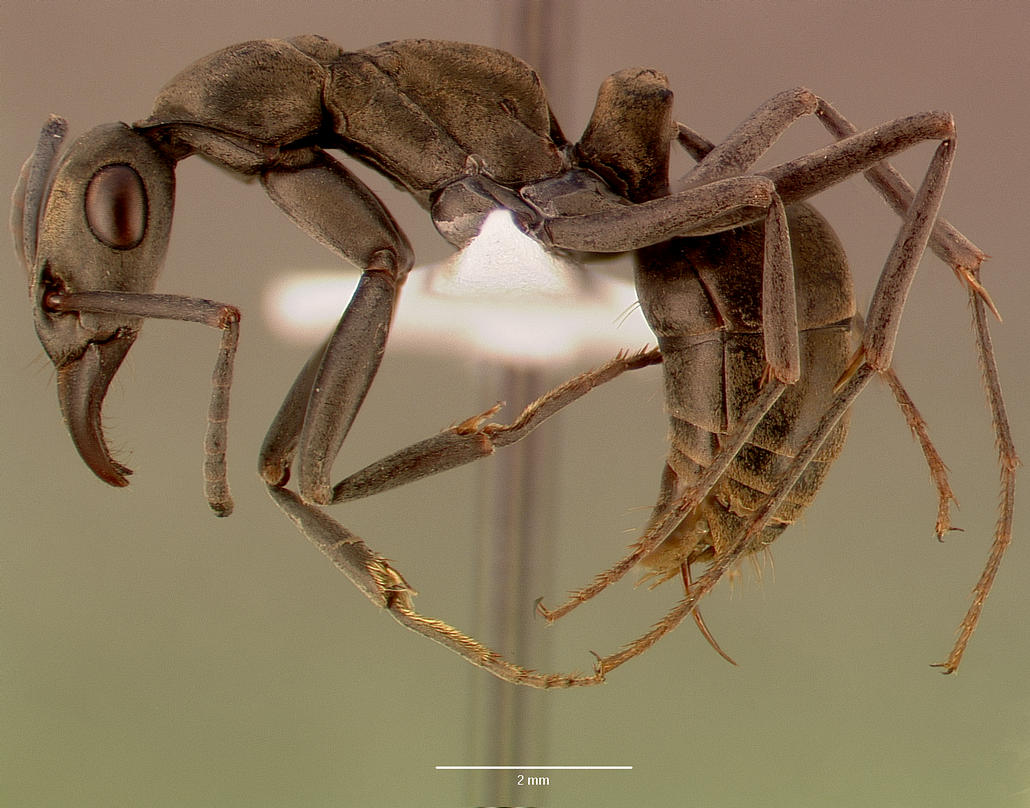
Мураха виду Ophthalmopone berthoudi, вид стосовно якого вперше був застосований термін «gamergate»

Гамергати (англ. gamergate) — мурашки-робітники, здібні до розмноження. У переважної більшості видів мурашок робітники стерильні, а гамергати трапляються лише у таксонах, у яких мурахи-робітники мають функціональний резервуар сперми (спермотека). У деяких видів гамергати існують поряд із королевами (зазвичай після смерті першої королеви), тоді як в інших видів королеви були повністю замінені гамергатами. У цих видів усі робочі особини в колонії мають репродуктивний потенціал, але в результаті фізичних взаємодій формується ієрархія домінування, і лише один або кілька робітників найвищого рангу можуть спаровуватися (зазвичай з самцями з інших колоній) і виробляти яйця.
В залежності від виду, у колонії може бути один або кілька гамергатів. Більшість видів, у яких є гамергати мають невеликі колонії з кількома сотнями або менше робітників. В колоніях гамергатів репродуктивно неактивні робітники контролюють чисельність репродуктивно активних особин, і в деяких випадках можуть вбивати гамергатів.

## Етимологія
Слово «gamergate» походить від грецьких слів γάμος (gámos) і ἐργάτης (ergátēs) і означає «одружений робітник». Термін був створений у 1983 році генетиком Вільямом Луїсом Брауном і вперше використаний у науковій літературі ентомологами Крістіаном Пітерсом і Робіном Крю в статті 1984 року, опублікованій у журналі Naturwissenschaften.

## Опис
Загалом існує 100–200 гамергатних видів (приблизно 1% усіх мурах), більшість із яких належать до понероморфів. У той час як робітники у більшості видів мурашок не здатні зберігати сперму, у гамергатних видів одна або кілька робочих особин спаровуються і мають активні яєчники. Тривалість життя гамергатів коротка порівняно з королевами, але в разі загибелі гамергата можуть замінити інші домінуючі робітники в колонії без ніякого ризику для виживання колонії. Тим часом репродуктивно неактивні мурахи в таких колоніях функціонують як звичайні робітники.

## Роди
- Понероморфи
  - Amblyoponinae
    - Stigmatomma[6]

  - Ectatomminae
    - Gnamptogenys[7]
    - Rhytidoponera[8]

  - Ponerinae
    - Bothroponera[9]
    - Diacamma[9]
    - Dinoponera[9]
    - Euponera[10]
    - Hagensia[9]
    - Harpegnathos[11]
    - Leptogenys[12]
    - Ophthalmopone[13]
    - Platythyrea[9][14]
    - Pseudoneoponera[15]
    - Streblognathus[16][17]
    - Thaumatomyrmex[18]
- Myrmeciinae
  - Myrmecia[19]
- Myrmycinae
  - Metapone[20]